# D51 (作家)
D51，台灣作家，本名不詳。代表作有《靈異檢察官事件簿》系列、《戀愛季》系列。

## 簡歷
D51在正式出道前，於2006年以ID「D51」於台灣著名BBS站台PTT的「sex」版發表小說《深藏在歡愉後的感傷》，其中《玲子》一書被台灣高寶出版社出版，D51成為作家。《玲子》一書是都會愛情風格的小說，而D51於2008年5月在高寶出版社出版了他的第二部正式出版品《烏鴉之城》。
2008年11月，D51加盟台灣出版社明日工作室，正式開啟他的「D51說鬼」時代，在2010年一年，便出版了七本恐怖小說。2010年，以D51恐怖小說中的女主角駱予寒為主打，推出25開大開本的《靈異檢察官事件簿》系列。
2012年9月，D51著《初夏之雪：戀愛季》出版，D51於2006年以愛情小說出道，過了七年再度出版愛情小說。

## 著作
- 《玲子》（高寶，2007年12月）
- 《烏鴉之城》（高寶，2008年5月）
- 《鬼當兵-D51軍中鬼話》（明日工作室，2008年11月）
- 《鬼來了》（明日工作室，2009年9月）
- 《鬼殺人》（明日工作室，2009年11月）
- 《陌生人》（明日工作室，2010年1月）
- 《葬鬼村》（明日工作室，2010年3月）
- 《鬼上身：地獄校園事件簿》（明日工作室，2010年4月）
- 《無名屍》（明日工作室，2010年6月）
- 《唱屍班：地獄校園事件簿》（明日工作室，2010年9月）
- 《外島鬼話：鬼當兵》（明日工作室，2010年10月）
- 《鬼櫻抄：靈異檢察官事件簿(01)》（明日工作室，2010年11月）
- 《鬼棒球》（明日工作室，2010年12月）
- 《黃泉旅店》（明日工作室，2011年3月）
- 《朧月抄：靈異檢察官事件簿(2)(25開特藏版)》（明日工作室，2011年3月）
- 《冥夜抄：靈異檢察官事件簿(3)(25開特藏版)》（明日工作室，2011年3月）
- 《黃泉旅店：魅魔》（明日工作室，2011年5月）
- 《黃泉旅店：背叛者》（明日工作室，2011年7月）
- 《收屍日記(1)收屍人》（明日工作室，2011年8月）
- 《黃泉旅店：夜之女王(最終回)》（明日工作室，2011年9月）
- 《妝鬼師(1)裘伊!裘伊!》（明日工作室，2011年9月）
- 《收屍日記(2)屠人實況》（明日工作室，2011年10月）
- 《妝鬼師(2)雙面羅賓》（明日工作室，2011年11月）
- 《妝鬼師(3)茉莉，啟動!》（明日工作室，2012年2月）
- 《幽靈咖啡館》（明日工作室，2012年3月）
- 《妝鬼師(4)殺神青棘》（明日工作室，2012年4月）
- 《殺人熱線》（明日工作室，2012年4月）
- 《妝鬼師(5)血魅紅驤》（明日工作室，2012年6月）
- 《少女拼圖：變態收藏》（明日工作室，2012年6月）
- 《妝鬼師(6)夢煞千藍(最終回)》（明日工作室，2012年7月）
- 《洗鬼店》（明日工作室，2012年9月）
- 《戀愛季：初夏之雪》（明日工作室，2012年9月）
- 《洗鬼店：雙面鬼洗》（明日工作室，2012年12月）
- 《洗鬼店：蔭屍衣》（明日工作室，2013年1月）
- 《戀愛季：戀愛微光》（明日工作室，2013年1月）
- 《討鬼債》（明日工作室，2013年4月）
- 《戀愛季：戀愛實習生》（明日工作室，2013年5月）
- 《討鬼債：冤親債》（明日工作室，2013年6月）
- 《鬼門祭：無間鬼月》（明日工作室，2013年8月）
- 《妝鬼師OMEGA(1)殺人導演》（明日工作室，2013年9月）
- 《妝鬼師OMEGA(2)靈幻少女》（明日工作室，2013年10月）
- 《討鬼債：蛇鬼(最終回)》（明日工作室，2013年10月）
- 《妝鬼師OMEGA(3)屍忍大軍》（明日工作室，2013年11月）
- 《妝鬼師OMEGA(4)死靈之城》（明日工作室，2014年1月）
- 《妝鬼師OMEGA(5)陰陽靈祭》（明日工作室，2014年2月）
- 《妝鬼師OMEGA(6)怒焰重生(最終回)》（明日工作室，2014年3月）
- 《墮神契文(01)雷降》（尖端出版，2014年9月11日）
- 《墮神契文(02)魔影》（尖端出版，2014年10月13日）
- 《墮神契文(03)黃昏》（尖端出版，2014年12月30日）
- 《墮神契文(04)沸海》（尖端出版，2015年2月13日）
- 《墮神契文(05)傾國》（尖端出版，2015年4月15日）
- 《墮神契文(06)界崩》（尖端出版，2015年8月11日）
- 《墮神契文(07)終焉(完)》（尖端出版，2016年1月15日）
- 《奧德賽狂想(01)空想疾病》（尖端出版，2016年5月23日）
- 《奧德賽狂想(02)峽谷至寶 》（尖端出版，2016年7月22日）
- 《奧德賽狂想(03)幻夢禁制 》（尖端出版，2016年10月21日）
- 《我與彼岸少女的煉愛交替(01)》（尖端出版，2017年3月22日）
- 《我與彼岸少女的煉愛交替(02)》（尖端出版，2017年5月11日）
- 《幻想三國誌5遊戲小說》（尖端出版，2018年4月25日）
- 《食用系少女~不快點吃的話會融化唷❤》（東立出版，2019年1月20日）
- 《前進吧！！高捷少女 初夢》（尖端出版，2019年1月22日）
- 《名著少女 1~來自戰國的和平之典》（東立出版，2019年9月26日）
- 《凍蒜!就算在異世界也要贏得選舉(03)（尖端出版，2020年2月4日）
- 《名著少女 3~創世與滅世的神話教典》（東立出版，2020年3月26日）
- 《前進吧！！高捷少女 炫爛》（尖端出版，2020年7月30日）
- 《試圖跟她解釋什麼是花旦的我陷入世界級難題 1（東立出版，2020年9月17日）
- 《試圖跟她解釋什麼是花旦的我陷入世界級難題 2（東立出版，2020年11月23日）
- 《空氣少女~SOS!強制回溯一億年的氧氣野外遭難中!(全)（東立出版，2021年1月28日）
- 《試圖跟她解釋什麼是花旦的我陷入世界級難題 3（東立出版，2021年3月22日）
- 《Cat’s kiss 貓研社》（尖端出版，2021年6月4日）